# FAT (torpedo)

Mogelijke vuurpositie voor Flächen-Absuch-Torpedos

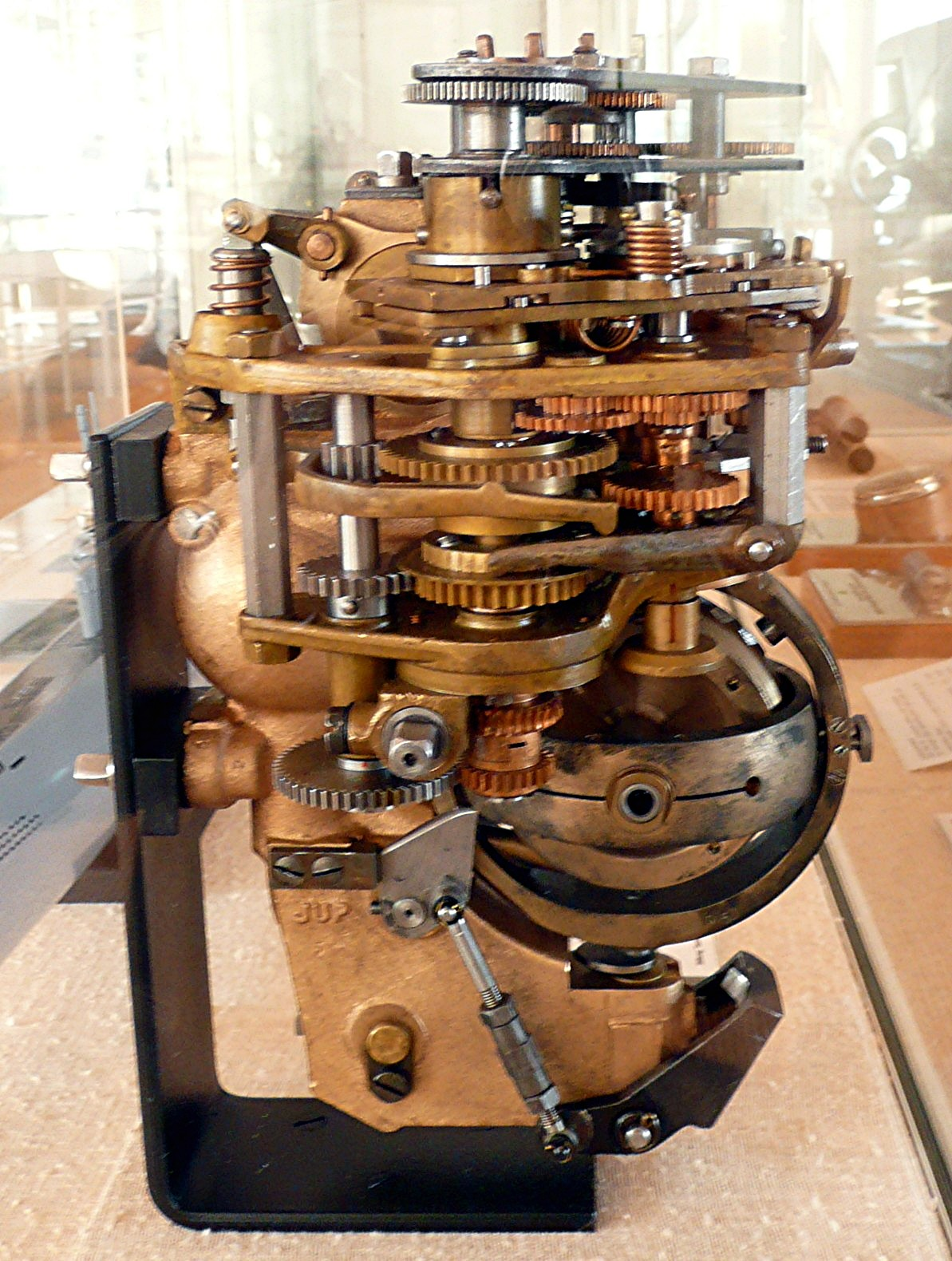
Stuurmechaniek

Een FAT - Flächen-Absuch-Torpedo of Federapparat-Torpedo - was een lengte-omloop-torpedo of, uitgerust met een zoekkop, een geluidszoekende torpedo. Ze werd gebruikt door de Duitse marine gedurende de Tweede Wereldoorlog bij het aanvallen van geallieerde konvooien van koopvaardijschepen.
Een vooraf af in te stellen mechanisch stuursysteem kon de koers van de torpedo veranderen. Na een bepaalde ingestelde tijd vervolgde daardoor de FAT-torpedo zijn weg op een  parallelle route van 800 of 1.600 m lengte indien ze voordien ten minste geen schip geraakt had. Het wapen was zodoende in staat enige tijd in een scheepskonvooi 'mee te varen' tot er een doel binnen bereik was. Ook de vaardiepte kon gevarieerd worden.  
Om onopgemerkt te blijven was dit type torpedo zodanig geconstrueerd dat het geen luchtbellenspoor achterliet zoals bij gewone torpedo's het geval was. Het wapen maakte de tactiek van de konvooileiding om bij een aanval van U-boten met de gehele scheepscolonne een zigzagkoers te gaan varen minder effectief. 